# Datiscaceae
Datiscaceae er en lille familie med én slægt, der er udbredt i et bælte fra Californien over Kreta til Indien. Det er urteagtige planter med rødder, der har knolde, der rummer kvælstoffikserende Frankia bakterier. Bladene er dybt snitdelte til uligefinnede. De stilkede blomster er samlet i løse toppe. Frugterne er kapsler med mange frø.
| Slægt |

- Datisca